# Sept-Îles

Sept-Îles stadsvapen före kommunsammanslagningen 2003.

För andra betydelser, se Sept-Îles (olika betydelser).
Sept-Îles (franskt uttal: [sɛ.t‿il], uttal på Québecfranska : [sɛ.t͡s‿ɪl]
 ( lyssna), franska för "Sjuöarna") är en stad (kommun av typen ville) och tätort (centre de population) i provinsen Québec i Kanada. Den ligger i regionen Côte-Nord i den östra delen av provinsen. Sept-Îles ligger vid Saint Lawrenceviken omkring 520 km nordost om provinshuvudstaden Québec. I viken utanför staden ligger arkipelagen Archipel des Sept Îles. Antalet invånare vid folkräkningen 2021 var 24 569 i staden, varav 21 352 i tätorten.
Sept-Îles är huvudort i domkretsen Mingan.
Den nuvarande stadskommunen bildades 12 februari 2003 genom att de tidigare stadskommunerna Sept-Îles och Moisie slogs samman med den tidigare kommunen Gallix.
Vid Sept-Îles ligger Sept-Îles flygplats där det finns en väderstation. Där är årsmedeltemperaturen 1,0 °C, den varmaste månaden är juli med medeltemperaturen 15,2 °C, och den kallaste är februari med –15,3 °C.

## Artikelursprung
Den här artikeln är helt eller delvis baserad på material från engelskspråkiga Wikipedia, 13 juli 2013.